# Joker: Folie à Deux
Joker: Folie à Deux è un film del 2024 co-scritto, diretto e co-prodotto da Todd Phillips.
Basato sul personaggio del Joker di DC Comics, è il sequel del film Joker (2019) e vede Joaquin Phoenix interpretare il protagonista, affiancato nel cast da Lady Gaga, Brendan Gleeson, Catherine Keener, Zazie Beetz, Bill Smitrovich, Harry Lawtey, Steve Coogan e Leigh Gill. È prodotto da Warner Bros. Pictures in associazione con Joint Effort ed è stato distribuito da Warner Bros. Pictures.
Il film è stato annunciato nel 2022 e poi presentato a Venezia venendo distribuito nel 2024, rivelandosi però un insuccesso di critica e al botteghino.

## Trama
In un cortometraggio animato intitolato "Io e la mia ombra", Joker viene impersonato dalla sua ombra, che si comporta in modo violento e prende il suo posto per esibirsi in un numero musicale per uno show televisivo, poi si fonde di nuovo con lui prima che arrivino tre agenti di polizia che lo aggrediscono.
Nel presente Arthur Fleck è detenuto all'Arkham State Hospital in attesa di processo per i crimini commessi due anni prima. La sua avvocata, Maryanne Stewart, intende sostenere che Arthur soffre di disturbo dissociativo dell’identità e che la sua personalità "Joker" sia responsabile dei crimini. Durante una sessione di musicoterapia, Arthur incontra Harley "Lee" Quinzel, la quale afferma di essere cresciuta nel suo stesso quartiere, di avere avuto un padre violento morto in un incidente d’auto e di essere stata incarcerata dopo aver incendiato l’appartamento dei suoi genitori. Lee esprime anche la sua ammirazione per i crimini e la personalità del Joker. Man mano che la loro relazione si sviluppa, iniziano a immaginare la vita come un musical teatrale con loro due al centro della scena, uniti dalla loro follia condivisa.
Durante la proiezione di un film, Lee appicca un incendio. Lei e Arthur vengono sorpresi mentre tentano di fuggire e Arthur viene messo in isolamento. Lee lo visita per dirgli che sarà dimessa, per evitare la sua influenza, ma promette di partecipare al processo. Hanno un rapporto sessuale prima che lei se ne vada. Durante un’intervista televisiva, Arthur canta a Lee attraverso lo schermo, approfondendo il suo amore per lui.
Il giorno del processo, il procuratore distrettuale aggiuntivo Harvey Dent chiama a testimoniare persone che smentiscono le affermazioni di Arthur sulla sua follia, compresa la sua ex vicina Sophie Dumond. Durante una pausa, Maryanne rivela che Lee in realtà era una studentessa di psichiatria cresciuta nell'Upper West Side e che suo padre, un medico, è vivo. Inoltre, si è fatta ricoverare volontariamente ad Arkham, si è dimessa da sola e non ha mai incendiato un edificio. Quando Arthur affronta Lee, lei confessa che ha mentito per avvicinarsi a lui, ma gli rivela anche di essere incinta dopo la notte passata insieme e di essersi trasferita nel suo vecchio palazzo per creare una casa per loro.
Il giorno seguente, durante il processo, Arthur licenzia Maryanne e si difende da solo. Dopo aver portato a testimoniare Gary Puddles, un suo ex collega, Harvey chiude il suo caso. Visibilmente colpito dalla testimonianza, Arthur non presenta alcuna difesa. Durante il suo discorso, prende in giro le guardie di Arkham e insinua che lo maltrattano. Tornato ad Arkham, viene portato sotto la doccia dalla guardia capo Jackie Sullivan e da due agenti come ritorsione: lì viene aggredito sessualmente e riportato nella sua cella parzialmente nudo. Un detenuto amico di Arthur, Ricky, affronta verbalmente le guardie, e Jackie lo strangola a morte. L’evento sconvolge profondamente Arthur.
Durante l’arringa finale il giorno seguente, Arthur rinnega la sua identità da Joker, assumendosi pienamente la responsabilità delle sue azioni. Furiosa per questo, Lee se ne va dall’aula, e la giuria lo dichiara colpevole di omicidio. Mentre il portavoce legge il verdetto, una bomba esplode fuori dal tribunale, uccidendo e ferendo numerosi presenti e sfigurando metà del volto di Harvey. Nel caos, due seguaci aiutano Arthur a fuggire, ma lui li abbandona quando si rende conto che lo vedono solo come il Joker. Arthur vaga per Gotham City e incontra Lee sulle scale fuori dal suo vecchio palazzo, ma lei lo respinge per aver rinnegato il suo alter ego. Mentre lei se ne va, la polizia arresta Arthur e lo riporta ad Arkham.
Il giorno dopo, una guardia lo conduce lungo un corridoio vuoto per incontrare un visitatore. Un giovane detenuto lo ferma e inizia a raccontargli una barzelletta, per poi accoltellarlo ripetutamente all'addome con una lama improvvisata. Mentre Arthur cade a terra e muore dissanguato, il detenuto, ridendo istericamente, si incide un sorriso sul volto.

## Personaggi
- Arthur Fleck / Joker, interpretato da Joaquin Phoenix: un criminale nichilista malato mentalmente che si presenta nelle vesti di un personaggio ispirato alla figura del pagliaccio, ed è un ex clown da festa povero e aspirante cabarettista.[2] Il regista Todd Phillips aveva assicurato che ci si sarebbe avventurati ulteriormente nella psiche di Fleck, e che non sarebbe diventato il "Clown Principe del Crimine" come accade nei fumetti, poiché Arthur non è e non è mai stato una mente criminale, diventando invece un simbolo involontario per le persone che gli danno l'amore che ha sempre desiderato.[2]
- Harleen "Lee" Quinzel / Harley Quinn, interpretata da Lady Gaga: una paziente dell'Arkham State Hospital che incontra Arthur; affascinata dalla figura del Joker, alla fine, si trasforma in ossessione e la donna intraprende con lui una relazione romantica disfunzionale.[3][4]
- Maryanne Stewart, interpretata da Catherine Keener: l'avvocato difensore di Arthur.[5]
- Jackie Sullivan, interpretato da Brendan Gleeson: una guardia dell'Arkham State Hospital.[6]
- Sophie Dumond, interpretata da Zazie Beetz: una madre single ed ex vicina di casa di Arthur, con cui Arthur immaginava di avere una relazione romantica.[3]
- Harvey Dent, interpretato da Harry Lawtey: il procuratore distrettuale di Gotham City che intende perseguire Arthur per i suoi crimini.[7]
- Paddy Meyers, interpretato da Steve Coogan: un conduttore televisivo che intervista Arthur ad Arkham.[5]
- Ricky Meline, interpretato da Jacob Lofland: un detenuto la cui adulazione verso il Joker avrà conseguenze tragiche.[8]

Leigh Gill e Sharon Washington riprendono i loro rispettivi ruoli di Gary e dell'assistente sociale di Arthur.

## Produzione

### Sviluppo
Joker (2019) era stato realizzato come opera a sé stante per la quale non era previsto un seguito, ma Warner Bros. intendeva lanciare un franchise intitolato DC Black, una linea di film basati sulla DC Comics non correlati al franchise del DC Extended Universe (DCEU) con materiale più cupo e sperimentale, simile all'editoria di fumetti DC Black Label. Mentre il regista Todd Phillips ha dichiarato nell'agosto 2019 che sarebbe stato interessato a realizzare un secondo film, a seconda del successo del primo e se Phoenix fosse stato interessato a realizzarlo, in seguito ha chiarito che «il film non è stato impostato per avere un sequel. L'abbiamo sempre presentato come un unico film, e basta». Nell'ottobre 2019, Phoenix ha parlato con il giornalista e critico cinematografico di Rolling Stone Peter Travers della possibilità di riprendere il ruolo di Arthur, concentrandosi sul fatto che Travers ha chiesto a Phoenix se considera Joker il suo "ruolo dei sogni". Phoenix ha dichiarato: «Non riesco a smettere di pensarci... se c'è qualcos'altro che possiamo fare con Joker che potrebbe essere interessante", e ha concluso: «Non è niente che volessi davvero fare prima di lavorare a questo film. Non so se c'è [altro da fare] ... Perché sembrava infinita, le possibilità di dove potevamo andare con il personaggio». Fu pagato 20 milioni di dollari per il suo coinvolgimento.
Nel novembre 2019, The Hollywood Reporter ha riferito che un sequel era in fase di sviluppo, con Phillips, Silver e Phoenix che avrebbero dovuto riprendere i loro ruoli. Tuttavia, Deadline Hollywood ha riferito lo stesso giorno che la notizia di The Hollywood Reporter era falsa e che le trattative non erano ancora iniziate. Phillips ha risposto ai rapporti dicendo che aveva discusso di un sequel con la Warner Bros. e che rimaneva una possibilità, ma non era in fase di sviluppo. Phillips ha anche confermato che The Batman (2022) non sarà ambientato nello stesso universo di Joker. Durante un'intervista con Variety al Palm Springs International Film Festival, Phillips ha espresso interesse per uno spin-off incentrato su Batman, dicendo: «È una bellissima Gotham. Quello che mi piacerebbe vedere qualcuno affrontare è l'aspetto di Batman di quella Gotham. Non sto dicendo che lo farò. Quello che è stato interessante per me dell'inclusione di Batman nel nostro film è stato 'Che tipo di Batman fa Gotham?' Questo è tutto ciò che intendevo con questo». Nel giugno 2022, Phillips ha annunciato che il sequel era in fase di sviluppo, con una sceneggiatura scritta da lui e Silver. È stato anche rivelato che il film si intitolerà Joker: Folie à Deux. A febbraio 2023, l'amministratore delegato dei DC Studios James Gunn ha confermato che Folie à Deux sarebbe stato un progetto DC Elseworlds, che si sarebbe svolto al di fuori dell'universo cinematografico principale DC Universe (DCU), in modo da non modificare la precedente storia della Harley Quinn di Margot Robbie.

### Casting
Giorni dopo l'annuncio ufficiale del film, fu rivelato che Lady Gaga era in trattative per interpretare Harley Quinn e che il film sarebbe stato un musical. Gaga avrebbe in seguito confermato il suo casting quell'estate. Ha ricevuto 12 milioni di dollari per il suo coinvolgimento. Nell'agosto 2022, è stato riferito che Zazie Beetz era in trattative per riprendere il suo ruolo di Sophie Dumond nel film. Il mese successivo è stato confermato che la Beetz riprenderà il suo ruolo, insieme alle aggiunte al cast di Brendan Gleeson, Catherine Keener e Jacob Lofland. Gleeson si è unito al progetto per la sua ammirazione sia per la performance "indelebile" di Phoenix nel primo film che per Gaga, ma ha ammesso di essere "un po' intimidito" da ciò che ha dovuto fare per il suo ruolo. A ottobre, Harry Lawtey si è unito al cast in quello che Deadline Hollywood ha definito un "ruolo importante", che in seguito si è rivelato essere quello di Harvey Dent.

### Riprese

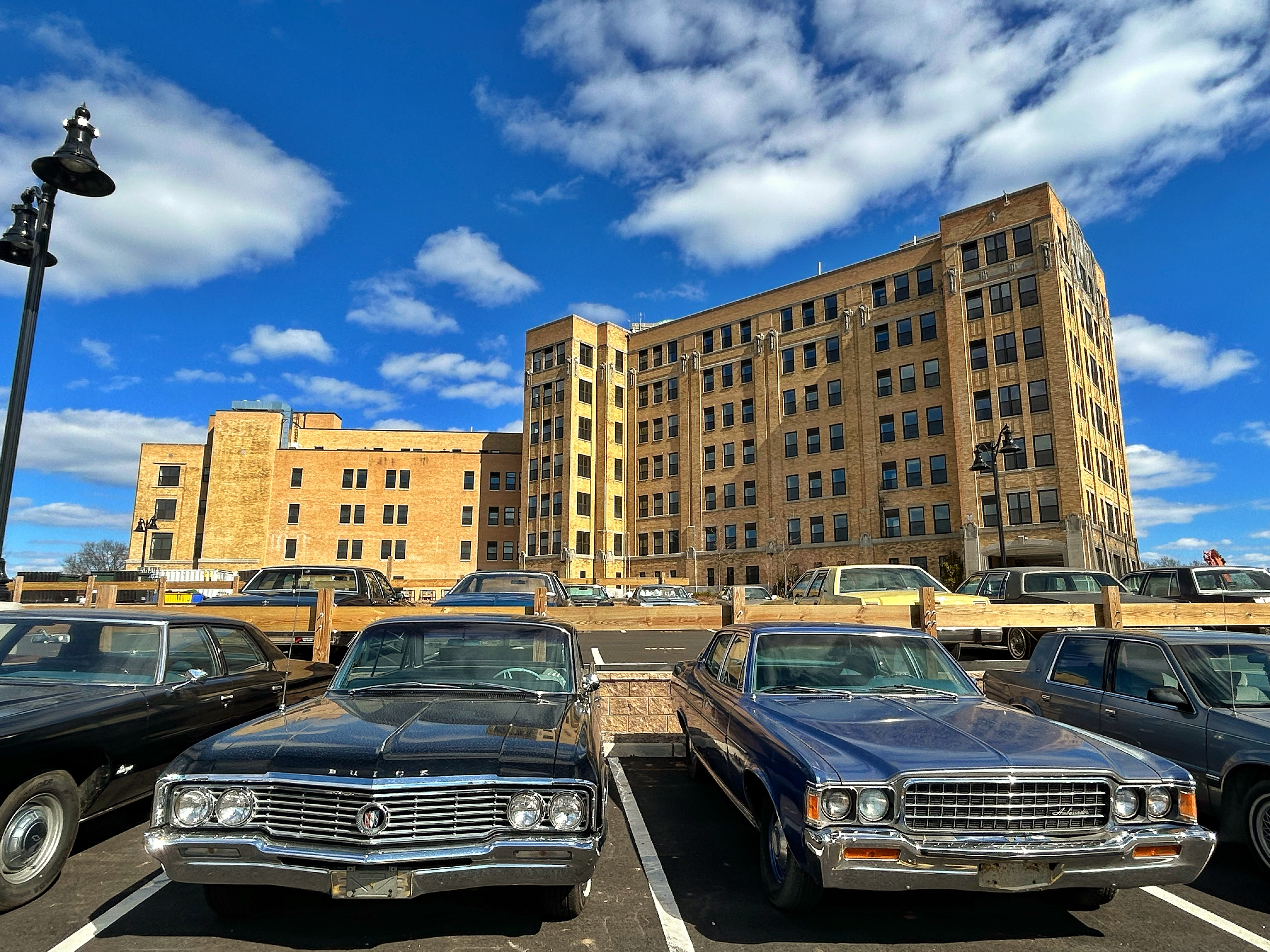
L'Essex County Isolation Hospital abbandonato di Belleville, New Jersey, Stati Uniti (nel marzo 2023, con auto d'epoca e oggetti di scena) è servito come location per le riprese dell'Arkham State Hospital

Le riprese sono iniziate il 10 dicembre 2022, con Phillips che ha pubblicato un primo sguardo sul suo account Instagram e Lawrence Sher come direttore della fotografia. Sher aveva citato Un sogno lungo un giorno (1982) di Francis Ford Coppola come fonte di ispirazione visiva per il film. Le riprese esterne si sono svolte a Los Angeles e New York nel marzo 2023. Lady Gaga aveva girato scene con una folla di comparse che chiedevano l'arresto del Joker fuori dal tribunale della contea di New York, il che aveva portato alcune persone nelle vicinanze a scambiarlo per l'arresto di Donald Trump dopo la sua prima incriminazione. Le scene dell'Arkham Asylum sono state girate nell'ospedale abbandonato della contea di Essex nel New Jersey. Nell'aprile 2023, le riprese si sono svolte presso le "Joker Stairs", la scalinata sulla West 167th Street nel Bronx che ha avuto un ruolo di primo piano nel primo film. Le riprese si sono concluse ufficialmente il 5 aprile 2023. Il film è girato in parte con macchine da ripresa digitali certificate IMAX.
A differenza di molti musical in cui gli attori cantano insieme a una traccia preregistrata, Phoenix e Gaga hanno eseguito i numeri musicali dal vivo, accompagnati da un pianista che si è esibito fuori campo tenendo il passo con qualsiasi tempo stabilissero. Nel frattempo, Phillips ha cercato di sincronizzare riprese radicalmente diverse in un insieme coerente in sala di montaggio, descrivendo l'esperienza come un «incubo».

### Effetti speciali
L'Industrial Light & Magic ha fornito gli effetti visivi del film.

### Post-produzione
Nel dicembre 2023, Gunn ha rivelato di aver esaminato il materiale girato e di aver preso appunti al riguardo. Secondo quanto riferito, il film era "molto più costoso" del suo predecessore, che aveva un budget di 60 milioni, alcune pubblicazioni indicavano i costi come di 200 milioni di dollari, anche se Todd Phillips ha negato tale cifra.

## Colonna sonora
Il film presenta elementi musicali e la colonna sonora è stata nuovamente composta da Hildur Guðnadóttir. Il film includere 16 numeri musicali, la maggior parte dei quali cover di canzoni preesistenti, ma con «[la] porta aperta per una canzone originale (o due)», che incorpora elementi della colonna sonora di Guðnadóttir. Una delle canzoni incluse è "That's Entertainment!" da Spettacolo di varietà (1953). Tra i brani del film uno di questi è una canzone originale scritta da Lady Gaga che ha pubblicato come "album di accompagnamento" con il titolo Harlequin, il 27 settembre 2024.

## Promozione
Il primo teaser trailer del film è stato diffuso il 9 aprile 2024, insieme all'annuncio della diffusione di un trailer esteso per lo stesso giorno al CinemaCon. Il trailer ufficiale è uscito il 23 luglio annunciando anche la data di uscita.

## Distribuzione
Il film è stato presentato in anteprima assoluta il 4 settembre 2024 in concorso durante l'81ª Mostra internazionale d'arte cinematografica di Venezia, ed è stato distribuito nelle sale cinematografiche nordamericane il 4 ottobre successivo, a esattamente cinque anni di distanza dall'uscita del primo film. In Italia il film è stato distribuito a partire dal 2 ottobre.

### Edizione italiana
L'edizione italiana del film è stata curata dalla Warner Bros. Discovery Italia con la direzione del doppiaggio da parte di Massimiliano Alto e l'adattamento dei dialoghi a opera di Francesco Marcucci, entrambi assistiti da Giorgia Brusatori. Il doppiaggio italiano e la sonorizzazione della pellicola, invece, sono stati eseguiti dalla Dubbing Brothers Int. Italia.

### Edizioni home video
Il film è stato distribuito in digitale il 29 ottobre 2024. Successivamente, è stato reso disponibile in streaming su Max il 13 dicembre e pubblicato in formato Ultra HD Blu-ray, DVD e Blu-ray il 17 dicembre da Warner Bros. Home Entertainment.

## Accoglienza

### Incassi
A fronte di un budget di 200 milioni di dollari, il film ha incassato 58300287 $ in Nord America e 149200000 $ nel resto del mondo, per un totale di 207500287 $. In Italia ha incassato 7741047 €.
Considerato il budget di produzione, il film è stato un flop al botteghino. Secondo Variety il film ha fatto perdere denaro alla Warner Bros. per una cifra compresa tra i 125 milioni e i 200 milioni di dollari.

### Critica
Il film ha ricevuto recensioni miste da parte della critica, tendenzialmente negative. Sull'aggregatore di recensioni Rotten Tomatoes ha un indice di gradimento del 31% basato su 362 recensioni, con un voto medio di 4,9 su 10; il consenso critico del sito afferma: «L'eponimo Joker di Joaquin Phoenix sale sul banco degli imputati in un sequel che balla mentre la storia rimane ferma, anche se l'energia jolly di Lady Gaga dà a Folie à Deux un po' di verve». Su Metacritic ottiene un punteggio di 45 su 100 basato su 62 recensioni.
Marianna Ciarlante su Today dà al film un punteggio di 6 e scrive che «Joker 2 non ha una trama coinvolgente, non lascia spazio all'evoluzione dei suoi personaggi e resta bloccato nella sua ossessione di essere un film musicale e di far esibire Lady Gaga e Joaquin Phoenix in performance musicali che, dopo un po', stancano e non aggiungono nulla alla storia». Giulio Zoppello su ThinkMovies definisce il lavoro di Todd Phillips «una spenta e poco creativa operazione fanmade».
Critiche positive arrivano, invece, da Simone Emiliani, che su Sentieri Selvaggi dà al film 4.7 stelle su 5 e scrive che il film è «l'incrocio tra il filone carcerario più claustrofobico e il musical più fiammeggiante con le ombre di Minnelli e Aldrich e Lady Gaga travolgente». Di parere simile è Oscar Cosulich della rivista Ciak Magazine, che dà al film un giudizio di 4.5 stelle su 5 e afferma che «Tutto è filtrato dalla Folie à deux, il disturbo psicotico condiviso che lega indissolubilmente Arthur e Lee, mentre le strade di Gotham City evocano all'ennesima potenza l'assalto a Capitol Hill del 2021». Altri critici hanno poi apprezzato molto questo lato più sperimentale. Per esempio, David Fear di Rolling Stone si è complimentato con Phillips per aver creato qualcosa di diverso «dalla solita copia carbone di un clown arrabbiato», e che non fa nulla per compiacere il pubblico. Fear ha enfatizzato insomma l'approccio "metanarrativo" di Phillips, che avrebbe deluso intenzionalmente le aspettative del pubblico dando al suo Joker una caratterizzazione inedita, spiazzante e poco adatta agli spettatori tradizionali dei film di supereroi.
La maggior parte delle riviste specializzate ha però espresso un parere opposto. Wendy Ide del Guardian lo ha definito un «musical mediocre» che raggiunge la sufficienza soltanto grazie all'ottima interpretazione di Lady Gaga, mentre David Ehrlich di IndieWire ha scritto che «è un sequel dolorosamente – forse persino deliberatamente – noioso che fa di tutto per non divertirti». Il critico della BBC Nicholas Barber ha espresso un giudizio ancora più netto, definendolo «una fatica noiosa, deludente e inutile». Secondo Barber, inoltre, a differenza di quanto sostenuto da Fear, Joker: Folie à Deux è un film autocompiaciuto che restituisce una visione semplicistica e stereotipata del rapporto tra spettacolo e pubblico.

#### Tematiche trattate e analisi
I critici hanno osservato che il film è un'opera metanarrativa concepita per inimicarsi intenzionalmente nel pubblico appassionato del primo film. Invece di assecondare le aspettative dei fan, che immaginavano Arthur abbracciare pienamente il suo ruolo di Joker e diventare l'acerrimo nemico di Batman, il film critica coloro che idolatrano il personaggio. Questo approccio deliberatamente controcorrente rifiuta il fan service, offrendo invece una narrazione consapevole che riflette su se stessa.
Il film include sequenze musicali volutamente dissonanti che sfidano le aspettative dei fan, come quando Joker dichiara: «Non credo che stiamo dando al pubblico quello che vogliono». Lee Quinzel, con i suoi commenti sull'ossessione per Joker dopo aver visto un film per la televisione ispirato alla sua vita, funge da alter ego del pubblico appassionato del primo capitolo. Lee rappresenta una fan benestante, attratta dall'anarchia e dal fascino esotico incarnati da Joker. Come molti spettatori, rimane delusa quando Arthur non riesce a soddisfare le aspettative legate alla sua identità.
Il finale, in cui Arthur viene mostrato triste e patetico mentre i suoi crimini vengono processati, rappresenta un tentativo di Phillips di sovvertire e deludere il pubblico che lo aveva visto come un eroe nel primo film. Questo processo ripropone gli eventi del primo capitolo in un modo volutamente insoddisfacente e alienante. Inoltre, Arthur rinuncia al suo ruolo di Joker prima di essere ucciso senza tante cerimonie da un giovane detenuto, implicito alter ego del Joker. Questo gesto è stato interpretato come un espediente deliberato per negare ai fan una narrazione eroica o simpatetica.
La metafiction rispecchia il personaggio di Arthur: così come la società lo considera solo per ciò che rappresenta come Joker, rifiutandolo quando abbandona quel ruolo, anche il pubblico respinge Arthur. Per questo motivo, molti hanno definito il film una "battuta molto costosa" ai danni dello stesso pubblico che aveva apprezzato il primo capitolo.
Il regista Quentin Tarantino, che ha apprezzato molto il film, ha sottolineato l'influenza esercitata dalla sua sceneggiatura di Assassini nati - Natural Born Killers (1994). In un'intervista con Bret Easton Ellis, ha dichiarato: «Come creatore di Mickey e Mallory, ho adorato ciò che hanno fatto. Mi è piaciuta molto la direzione intrapresa dal film. L'intero film sembrava il sogno febbrile di Mickey Knox». Tarantino ha inoltre notato somiglianze con il film Peter Ibbetson (1935), tratto dal romanzo omonimo di George du Maurier, affermando: «Segue quasi esattamente la sua trama».

## Riconoscimenti
- 2024 – Astra Award
  - Film più atteso[93]
- 2023 – Golden Trailer Award
  - Candidatura al miglior grafico in uno spot televisivo per un lungometraggio[94][95]
- 2024 – Golden Trailer Award
  - Candidatura al miglior musical[96]
  - Candidatura al miglior thriller[97]
- 2024 – Mostra internazionale d'arte cinematografica
  - Candidatura al miglior film[98]
  - Premio Soundtrack Stars[99]
- 2024 – Razzie Award
  - Peggior coppia a Joaquin Phoenix e Lady Gaga
  - Peggior prequel, remake, rip-off o sequel
  - Candidatura al peggior film
  - Candidatura al peggior regista a Todd Phillips
  - Candidatura alla peggior sceneggiatura a Todd Phillips, Scott Silver
  - Candidatura al peggior attore a Joaquin Phoenix
  - Candidatura alla peggior attrice a Lady Gaga